# Feddea
Feddea, monotipski rod glavočika smješten u vlastiti tribus Feddeeae. Jedini predstavnik je kubanski endem Feddea cubensis, kritično ugrožena.

## Povijest roda
Sustavni položaj Feddea (Asteraceae) bio je zagonetan još od objavljivanja 1925. Najnoviji taksonomski izvještaji porodice ostavili su je ili nesvrstanu unutar podporodice Asteroideae ili nesvrstanu unutar plemena Inuleae. Makromorfološki i podaci elektronske mikroskopije (pretražna elektronska mikroskopija i transmisijska elektronska mikroskopija) pokazuju da Feddea nije dio ranog grananja loze Asteraceae, suprotno onome što je sugerirano u prvim taksonomskim prikazima. Feddea ima stilove grane s 2-trakom (nasuprot kontinuiranoj) stigmatičnoj površini, čime se razlikuje od ranih divergentnih loza porodice. Među Asteroideae, Feddea se dijagnosticira po diskoidnoj kapituli sa svim dvospolnim cvjetićima, dugim kaudatnim prašnicima, nekarboniziranim cipselama i peludom s uskim kavusnim područjem, kolumelama bez unutarnjih foramena, ali sa složenim bazalnim kolumelatnim slojem. Filogenetska rekonstrukcija temeljena na nukleotidnim sekvencama kloroplastnog gena ndhF pokazala je da je Feddea sestra Heliantheae s.l. Međutim, nije bilo jasnih morfoloških sinapomorfija zajedničkih s tim plemenom i stoga predlažemo Feddeeae kao novo unispecifično pleme za smještaj ovog kritično ugroženog roda ograničenog na istočnu Kubu.